# Страмби, Винченцо Мария
Вике́нтий Мари́я Стра́мби (итал. Vincenzo Maria Strambi, CP), в миру Винче́нцо Домени́ко Сальвато́ре Страмби (итал. Vincenzo Domenico Salvatore Strambi, 1 января 1745, Чивитавеккья, Лацио — 1 января 1824, Рим) — святой Римско-Католической Церкви, епископ, монах из монашеского ордена пассионистов.

## Биография
Родился 1 января 1745 года в семье Иосифа и Элеоноры Страмби. Его отец был фармацевтом, известный своей благотворительностью. Несмотря на сопротивление своих родителей, в 1762 году поступил в семинарию. Обладал ораторскими способностями и поэтому его отправили на учёбу к доминиканцам в город Витербо. Будучи студентом, исполнял обязанности префекта семинарии в городе Монтефьясконе и ректора семинарии в Баньореджо. Через некоторое время, встретившись с основателем монашеского ордена пассионистов святым Павлом Креста, он просит его о принятии в орден пассионистов. Однако, чувствуя, что у Страмби мало усердности к монашеской жизни, Павел Креста отказал ему в его просьбе.
В 1767 году принимает рукоположение в священника и возвращается в Рим, где продолжил своё обучение теологии, уделяя особое внимание сочинениям св. Фомы Аквинского. Ощущая сильное желание вступить в монастырь пассионистов, он предпринимает несколько поездок к Павлу Креста, прося его о принятии в монастырь. В сентябре 1768 года св. Павел Креста согласился принять Страмби в монастырь и он вступает в монашеский орден пассионистов, принимая монашеское имя Винченцо Мария. Вступив в монастырь, продолжил своё теологическое обучение в области патристики и Священного Писания.
В 1773 году Страмби назначают на высокие церковные должности в ордене пассионистов. Он преподаёт богословие в монастыре пассионистов в Риме, также он является ответственным за монахов-пассионистов, проживающих в Римской области. В 1874 году он был освобождён от своих обязанностей, чтобы написать биографию почившего Павла Креста, которая позднее была издана в Лондоне.
В 1798 году из-за вторжения в Папскую область французских войск под предводительством Наполеона Страмби был вынужден покинуть Рим. В 1799 году он вернулся обратно и был сразу же арестован французскими военными властями.
В июле 1801 года принимает таинство рукоположения в сан епископа епархии Мачерата-Толентино, тем самым становясь первым епископом, вышедшим из ордена пассионистов. Будучи епископом он активно занимался пастырской деятельностью среди бедных и нуждающихся, пристально следил за образованием священников и семинаристов, основывал приюты для сирот.
В 1809 году Наполеон объявил город Мачерата частью французской империи. Французские власти издали указ, предписывающий огласить это решение Наполеона во всех церквях города Мачерата. Епископ Страмби отказался это сделать. Он также препятствовал французской власти мобилизовать годных для военной службы мужчин, живших в его епархии. В сентябре 1808 года был арестован из-за отказа присягнуть в верности французским захватчикам и был сослан в ссылку. Отбыв ссылку, он вернулся в свою епархию спустя четыре года, в 1814 году.
В 1817 году французы снова захватили Мачерата, устроив здесь военный штаб для будущей битвы с австрийскими войсками. Лично вёл переговоры с противоборствующими сторонами и сумел сберечь свою епархию от военных действий, договорившись с французскими генералами оставить Мачерата, а от австрийских военных потребовал не убивать французских пленных.
В 1823 году Страмби получил от папы Льва XII разрешение уйти на покой. Он был назначен личным советником папы и переехал на постоянное жительство в Ватиканский Дворец Quirinal. Умер 1 января 1824 года в Риме.

## Прославление
Беатифицирован римским папой Пием XI 26 апреля 1925 года и канонизирован папой Пием XII 11 июня 1950 года.
День памяти — 25 сентября.